# 음원 사재기
음원 사재기는 브로커에게 일정 금액의 돈을 지불한 뒤, 특정 가수의 특정 음원을 연속 재생하여 음악 순위 목록 및 실시간 스트리밍 순위 등을 조작하는 행위를 뜻한다.

## 현황
대중들이 음원차트 최상위에 있는 곡들을 인기곡으로서 듣게 되는 특징을 이용한 것으로, 이 과정에서 일부 아티스트들의 인기는 높아지고 일부 피해자들은 되려 인기가 낮아지기도 한다. 이 논란은 2010년대부터 조명되었으나 아직도 이런 문제들이 해결되지 않아 매년 일부 아티스트들을 통해 논란이 되고 있으며, 음반 사재기와 마찬가지로 현재까지 이러한 행위로 처벌 받은 사람은 단 한명도 없다.
2019년 11월 24일, 가수 박경은 음원 사재기 의혹이 있었던 가수들의 실명을 거론하는 글을 트위터에 올렸으나, 곧 삭제하였다. 그러나 이 발언을 시작으로 음악계에서 많은 증언이 나오면서 음원 사재기 논란이 공론화되었고, 2020년 1월에는 SBS의 시사교양 프로그램 그것이 알고싶다에 방송되며 미디어에서도 다뤄졌다.

## 주요 사례

### 2015년
- 8월, 빅스타가 무려 10위까지 올라가며 사재기 의혹이 있었다.
- 9월, iKON이 JTBC 뉴스룸에서 사재기 의혹을 받았다.[4][5][6]
- 12월, 김나영의 〈어땠을까〉라는 곡이 1위로 급상승하자 사재기 의혹을 받았다.

### 2018년 ~ 2019년
- 장덕철의 〈그날처럼〉이 음원 차트 1위로 역주행하며 논란이 되었다.
- 닐로의 〈지나오다〉라는 곡이 20일 만에 수직상승하며 논란이 되었다.[7]
- 숀의 〈Way Back Home〉이 음원 차트에서 급상승하며 논란이 되었다.
- 오반 〈스무살이 왜 이렇게 능글맞아〉라는 곡이 10위까지 오르면서 사재기 의혹이 제기되었다.

https://m.post.naver.com/viewer/postView.nhn?volumeNo=27022482&memberNo=29949587&searchKeyword=%EC%98%A4%EB%B0%98%20%EC%82%AC%EC%9E%AC%EA%B8%B0&searchRank=6
-9.12 오반이 고소한 네티즌이 무죄를 받았다. 재판부는 사재기가 허위라는 것을 입증할 만한 구체적 자료가 없다고 명시했다. 이로 인해 소속사의 사재기 무죄 언플이 부메랑 되어 네티즌의 조롱을 받기도 하였다. 이외 힙합씬이나 음악평론가들 사이에서도 오반에 대한 언급은 찾아 볼수가 없다. https://news.naver.com/main/read.nhn?mode=LSD&mid=sec&sid1=102&oid=014&aid=0004493168
- 우디의 노래 〈이 노래가 클럽에서 나온다면〉이 발매 후 단 6일 만에 1위를 하며 숀, 닐로에 이어 사재기 논란이 생겼다.
- 락밴드 엔플라잉의 〈옥탑방〉이 비정상적인 그래프로 사재기 의혹을 받았다.
- 송하예의 〈니 소식〉이 사재기 의혹을 받았고, 컴퓨터로 대량 스트리밍 하는 장면이 공개가 되어 그 의혹이 사실인 걸로 밝혀졌다. 이후 나온〈새 사랑〉도 사재기 의혹을 받고 있다.
- 바이브의 〈이 번호로 전화해줘〉가 사재기 의혹을 받았다.
- 임재현의 〈사랑에 연습이 있었다면〉과 〈조금 취했어〉가 방탄소년단을 제치고 1위를 하자 사재기 의혹을 받았다.